# Calheta (Cabo Verde)
Calheta ou Calheta do Maio é uma aldeia que fica na zona oeste da ilha do Maio, em Cabo Verde. Tem 1.156 habitantes (censo de 2010) é uma segunda mais comunidade populoso na ilha.  O vila foi nomem Porto Português, o nome foi opposição ver Porto Inglės, agora Cidade do Maio.
O único clube de futebol na aldeida este Académica da Calheta do Maio.